# コルベ電解
コルベ電解（コルベでんかい、Kolbe electrolysis）とは電気化学反応のひとつで、カルボン酸の共役アニオンが一電子酸化を受けながら脱炭酸を起こしてラジカル的に二量化する反応。報告者のヘルマン・コルベにちなむ。一般的な反応式は以下の通りである。
2 RCOO− - 2 e- → R-R + 2 CO2
例えば、酢酸は以下のようにしてメチル基が二量化したエタンと二酸化炭素を与える。
CH3COOH  →  CH3COO− - e- → CH3COO• → CH3• + CO2
2CH3• → CH3CH3